# Inon Zur
Inon Zur est un compositeur de musiques de films, jeux vidéo et séries télévisées israélien né le 4 juillet 1965.

## Compositions
Inon Zur a composé un bon nombre de musiques pour la télévision et les jeux vidéo. Il a notamment signé la musique de nombreux épisodes de la série Power Rangers.
Il a également composé la musique des jeux vidéo Icewind Dale II, Prince of Persia, Syberia II, III et The World Before, Crysis, Fallout 3, Fallout: New Vegas, Fallout 4, Fallout 76, Dragon Age: Origins et Dragon Age 2, Rift: Planes of Telara,  Dragon's Dogma, ou encore Starfield.
Inon Zur a dirigé et/ou enregistré avec des orchestres de renom tels que le London Symphony Orchestra, l'Academy of St Martin-in-the-Fields, le Philharmonia Orchestra et l'Orchestre symphonique de Seattle, ou encore le Hollywood Studio Symphony (en) et le Northwest Sinfonia.

## Récompenses
Ses compositions ont été régulièrement récompensées. Ainsi, il est nommé plusieurs années aux G.A.N.G Awards pour ses travaux sur Icewind Dale II, SOCOM II, Men of Valor, Shadow Ops: Red Mercury, Prince of Persia, Dragon Age: Origins et Dragon Age 2 ; par IGN pour Crysis et Prince of Persia. En 2008 sa partition pour Fallout 3 est nommée aux BAFTA Awards dans la catégorie Meilleure musique originale.

## Discographie

### Jeux vidéo
| 2000 : - Star Trek: Klingon Academy - Star Trek: New Worlds - Star Trek: Starfleet Command II: Empires at War 2001 : - Fallout Tactics - Baldur's Gate II: Throne of Bhaal - Star Trek: Starfleet Command: Orion Pirates 2002 : - Icewind Dale II - War and Peace: 1796–1815 - Run Like Hell (en) 2003 : - Lineage II - Lionheart: Legacy of the Crusader - SOCOM II: U.S. Navy SEALs 2004 : - Champions of Norrath - Syberia II - Crusader Kings - EverQuest II - Combat: Task Force 121 (pl) - Power Rangers Dino Thunder - Shadow Ops: Red Mercury - Men of Valor 2005 : - Champions: Return to Arms - Warhammer 40,000: Dawn of War: Winter Assault - Prince of Persia : Les Deux Royaumes - Gauntlet: Seven Sorrows - Twisted Metal: Head-On 2006 : - Pirates des Caraïbes : la Légende de Jack Sparrow - Warhammer 40,000: Dawn of War - Dark Crusade - Lineage II: Chronicle V: Oath of Blood 2007 : - Exteel - Naruto: Rise of a Ninja - Company of Heroes: Opposing Fronts - Crysis | 2008 : - Naruto: The Broken Bond - Warhammer 40,000: Dawn of War - Soulstorm - Fallout 3 - Prince of Persia 2009 : - Dragon Age: Origins - James Cameron's Avatar: The Game (pour la version Nintendo DS) - Fallout 3: Broken Steel 2010 : - Fallout: New Vegas - Ace Combat: Joint Assault - Dragon Age: Origins - Awakening 2011 : - Le Seigneur des anneaux : La Guerre du Nord - Rift: Planes of Telara - Dragon Age 2 - The Exiled Realm of Arborea (TERA) - Thor: God of Thunder 2012 : - Dragon's Dogma - Soulcalibur V 2014 : - Fantasia: Music Evolved 2015 : - Fallout 4 - Sword Coast Legends 2017 : - Syberia III 2018 : - Fallout 76 - Pathfinder: Kingmaker 2022 : - Syberia: The World Before 2023 : - Starfield 2024 : - Rise of the Rōnin 2025 - L'Amerzone: Le Testament de l'explorateur (avec Ori Zur) |

### Cinéma
1994 : Yellow Lotus
1997 :
- Turbo: A Power Rangers Movie
- Casper, l'apprenti fantôme

1998 : Rusty, chien détective
1999 : Au Pair (en)
2000 :
- Final Descent
- St. Patrick: The Irish Legend (en)
- Power Rangers in 3D: Triple Force

2001 : Au Pair II (en)